# 大雁塔
大雁塔（だいがんとう、拼音: Dàyàn tǎ）とは、652年に唐の高僧玄奘三蔵がインドから持ち帰った経典や仏像などを保存するために、高宗に申し出て建立した塔。中華人民共和国陝西省西安市雁塔区にある大慈恩寺の境内に建っている7層64mの仏塔である。
名前は、菩薩の化身として雁の群れから地上に落ちて死んだ1羽を、塔を建てて埋葬したことに由来する。当初は5層の塔で、玄奘自ら造営に携わったと伝えられる。各階に仏舎利がおさめられ、経典は上層部の石室に置かれた。塔の南門には（褚遂良書）の筆による碑が置かれた。しかし、表面を磚に覆っただけで土で造られていたため、50年程で倒壊してしまった。そのため、長安年間（701年 - 705年）、武則天の統治時代に、全て磚で造られた10層の塔が建てられた。これで上まで登れるようになった。この様子は、杜甫や岑参といった詩人たちによって、詠まれている。
唐時代に進士試験の合格者がここで名を記したことから、「雁塔題名」の成語も生まれた。後に宰相になった場合、その名は朱色に書き換えられた。また、訪れるものに自分の名を書くものもあり、唐代の詩人の李商隠の名が残っている。また、日本から訪れた円仁も登ったことがあった。
その後、北宋の熙寧年間（1068年 - 1077年）に火事に罹災し、1556年の華県地震では頭頂部が崩落し現在のような7層の塔に改修された。中華人民共和国成立後にも修復工事が行われた。
第1層には、仏菩薩の線刻画や、「大唐三蔵聖教序」（褚遂良書）及び、高宗撰の序記の2石碑が見られる。また、寺中には、王維や呉道玄らの絵画も収蔵されている。
2014年に「シルクロード:長安-天山回廊の交易路網」の一部として世界遺産に登録された。中国の5A級観光地（2011年認定）でもある。現在でも、最上層まで登ることが可能である。

## 傾斜問題
大雁塔は西北方向に傾いている。清の康熙58年（1719年）にすでに198ミリメートル傾いていたが、1945年以降地下水の採取のしすぎによって地盤沈下が起きて傾斜速度が早まり、1996年には傾きが1010.5ミリメートルに達した。西安市は1997年にようやく地下水対策を施し、その後は年に1ミリメートルほど傾斜が回復しつつあるという。